# Rachub
Rachub är en by i Gwynedd i Wales. Byn är belägen 199,6 km 
från Cardiff. Orten har 953 invånare (2016).